# Chop Suey!
Chop Suey! är en singel från 2001 av den amerikanska metalgruppen System of a Down. Låten gav bandet en Grammy-nominering i kategorin Best Metal Performance år 2002, men de förlorade till Tools låt "Schism". Låten är inspirerad av Father Armeni som skrev om Armenien efter det armeniska folkmordet. "Chop Suey!" gick tidigare under arbetstiteln "Suicide", men skivbolaget gillade inte det namnet. Shavo Odadjian förklarade titelbytet på följande sätt: "[...] we chopped 'Suicide' in half and got 'Chop Suey!'." Dock kan meningen "We're rolling suicide" höras i början av låten och ordet "suicide" nämns även senare i låttexten.
"Chop Suey!" finns med i spelen Rock Band 2 och Rock Band Unplugged och en coverversion kan höras i spelet Rock Revolution. Låten kom på plats 3 på listan "Triple J's Hottest 100 of 2001", plats 82 på listan "Triple J's Hottest 100 of All Time" från 2009, plats 10 på "Y2KROQ Top 200 Songs of the Century", plats 417 på Blender.com:s lista "The 500 Greatest Songs Since You Were Born" plats 1 på WatchMojo.com:s lista "Top 10 Decade Defining Hard Rock and Heavy Metal Songs: 2000s" samt att den kom med på Loudwire.com:s lista "13 Disturbing Songs People Love". Förutom detta så finns "Chop Suey" med på den kontroversiella listan 2001 Clear Channel memorandum, vilken tar upp 166 låtar som anses ha "olämpliga låttexter" och därmed inte borde spelas av amerikanska radiostationer. Listan kom till en kort tid efter 11 september-attackerna.
Åtskilliga coverversioner och parodier har förekommit av låten. Några av dessa är Tenacious D:s liveversion, "Weird Al" Yankovic parodi som finns med i låten "Angry White Boy Polka" från albumet Poodle Hat, Richard Cheese parodi på hans album Tuxicity (som för övrigt är en parodi som Serj Tankian uppskattade väldigt mycket), ApologetiX:s låt "Downer of a Sister" från albumet Adam Up och slutligen Parokya ni Edgars sammanslagning av denna låt och "Toxicity", med namnet "The Ordertaker", från albumet Halina sa Paroky. Även Avril Lavigne har framfört låten live. Denna version har fått mycket negativ kritik och ses ibland som en av de värsta coverversionerna någonsin. Hon förklarade valet av att sjunga låten, på den italienska versionen av TRL, med följande ord:
| ”               | En gång så var vi riktigt galna på scenen och vi visste inte hur låten gick. Vi har aldrig spelat den tillsammans eller något sådant... Alla ville att vi skulle spela den så då gjorde vi det. Jag kunde inte ens texten. [...] Jag sjöng inte något egentligen. Jag sjöng bara 'bla bla bla, la la la'. Vi ville bara ha roligt. Nu så finns den på internet och den låter som skit. Den kommer såklart att låta dålig eftersom vi inte visste vad vi gjorde, men det är så det är. | „ |
| – Avril Lavigne | |   |

## Låtlista
Alla låtar är skrivna och komponerade av System of a Down, om inte annat anges. 
| Nr | Titel                | Längd |
| -- | -------------------- | ----- |
| 1. | Chop Suey!           | 3:31  |
| 2. | Sugar (Live-version) | 2:28  |

| 1. | Chop Suey!          | 3:30 |
| 2. | Johnny              | 2:08 |
| 3. | Know (Live-version) | 3:05 |

| 1. | Chop Suey!          | 3:33 |
| 2. | Johnny              | 2:08 |
| 3. | Know (Live-version) | 3:05 |

| 1. | Chop Suey!              | 3:32 |
| 2. | Sugar (Live-version)    | 2:27 |
| 3. | War? (Live-version)     | 2:47 |
| 4. | Chop Suey! (Musikvideo) | 3:27 |

| 1. | Chop Suey! | 3:30 |

| 1. | Chop Suey! | 3:30 |
| 2. | Johnny     | 2:08 |

| 1. | Chop Suey!           | 3:30 |
| 2. | Johnny               | 2:08 |
| 3. | Sugar (Live-version) | 2:27 |
| 4. | War? (Live-version)  | 2:47 |